# 에우헤메로스설

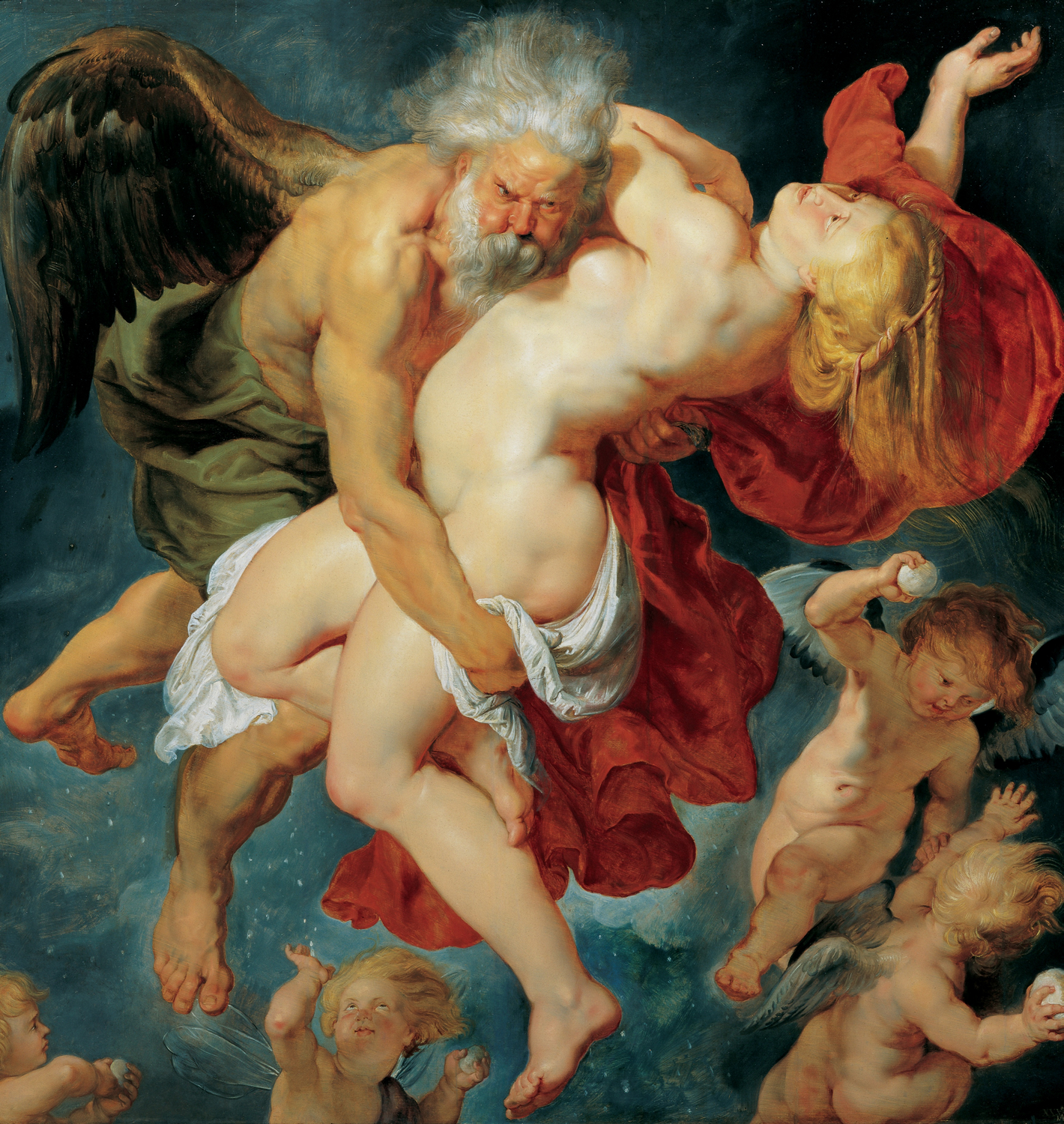
오레이티아를 납치하는 북풍의 신 보레아스. 루벤스 1620년 무렵

에우헤메로스설(Euhemerism)은 신화가 실제 역사를 반영한 것이라고 해석하는 가설이다. 이에 따르면 신화는 실제의 역사적 사건에서 비롯하여 전승되는 과정에서 문화적 관습과 서로 섞여 변형되고 이러한 변형이 쌓이면서 다시 과장되면서 만들어진다. 신화에 대한 이러한 해석은 기원전 4세기 후반 그리스의 신화학자 에우헤메로스가 제기하였다. 어떤 이야기가 문화적 관습을 반영하는 정교함과 변화를 축적하고 다시 과장되면서 신화가 된다고 가정한다. 토머스 불핀치는 《불핀치의 신화》에서 에우헤메로스설을 "신화의 역사 이론"이라고 불렀다.
에우헤메로스 이전에도 크세노파네스, 헤로도토스, 아브디라의 헤카태우스, 키메의 에포로스와 같은 사람들이 이와 비슷한 견해를 보였다. 그러나 기원전 239년 고전기 시인 엔니우스와 17세기 작가인  안토니 바니에(Antoine Banier, 1673년)와 같은 후대 사상가들이 자신들의 견해가 에우헤메로스에게서 비롯되었다고 천명하여 이 가설의 이름이 되었다.

## 초기 역사
플라톤이 쓴 《파이드로스》의  한 장면에서 소크라테스는 북풍의 신 보레아스와 아테나이의 오레이티아에 대한 신화를 에우헤메로스설을 바탕으로 해석한다.

파이드로스: 소크라테스여 말해 주세요. 사람들이 말하기를 이 근처 일리소스 강줄기 어디 쯤에서 보레아스가 오레이티아를 납치하였다고 하지 않나요?
소크라테스: 그렇다고 하지.
파이드로스: 딱 이곳일 수 있지 않을까요? 이 물줄기는 사랑스럽고, 순수하고, 깨끗해요. 소녀들이 근처에서 물놀이 하기에 안성맞춤이군요.
소크라테스: 아닐세, 여기서 이삼백 야드 더 내려간 곳이네. 아그라이 지역으로 건널 수 있는 곳이지. 내 생각엔 그래서 거기에 보레아스 사원이 세워져 있지.
파이드로스: 그건 미처 알지 못했어요. 그렇더라도 소크라테스여, 제우스 신의 이름을 걸고 말해주세요. 당신께선 그 신화가 진짜라고 믿으세요?
소크라테스: 물론이지, 나는 그 이야기를 부인할 수 없네. 우리의 지성에 비추어 보았을 때 그렇지. 나는 영리하게 해석된 이야기를 해 줄 수 있네. 북쪽에서 불어온 돌풍이 바위 위에서 파르마케이아와 놀고 있던 그녀에게 몰아닥쳐 죽였을 것이고 사람들은 그것을 북풍의 신 보레아스가 데려갔다고 이야기 했을 것이라고 …

위 이야기에서 소크라테스는 오레이티아를 납치하는 보레아스의 신화에 대해 에우헤메로스적으로 해석한다. 그는 신화에 담긴 이야기를 합리적으로 해석하여 의인화된 북풍이 오레이티아를 절벽에서 밀었다고 이야기하면서 신화를 이야기 되는 그대로 믿지는 않고 있음을 암시한다. 소크라테스는 에우헤메로스적인 관점을 유지하면서도 모든 신화를 합리적으로 해석할 수는 없다는 견해를 보였으며, 켄타우로스나 키마이라 같은 "이상한 형태"의 신화적 생물은 쉽게 설명 될 수 없다는 점을 지적했다.
무신론자 테오도로스나 키레네 학파와 같은 고대의 회의주의 철학 전통에서 에우헤메로스는 당대의 종교적 믿음에 대한 새로운 해석을 만들었다. 에우헤메로스의 저작은 소실되어 전하지 않지만 그는 그리스 신화가 이야기 하는 많은 초자연적 사건이 합리적인 역사적 사건으로 재해석 될 수 있다는 믿음으로 명성을 얻었다. 결과적으로 에우헤메로스는 그의 반대자, 특히 칼리마코스에 의해 무신론자로 간주되었다.

### 신격화
에우헤메로스는 신화의 뿌리는 왕과 같은 특정 인물을 신격화하는 것이라고 보았다. 수 많은 문화에서, 왕들은 신성한 존재로 숭상되어 통치 중은 물론이고 죽은 뒤에도 숭배되었다. 에우헤메로스와 동시대 인물이었던 시라쿠사의 참주 디온은 살아있는 동안 신격화되었고 오늘날 학자들은 그러한 신격화가 에우헤메로스의 견해에 영향을 주었다고 여긴다. 에우헤메로스가 살던 시대는 또한 헬레니즘 전통에서 출발한 프톨레마이오스 왕조의 군주들이 고대 이집트의 전통인 파라오로서 신격화된 셀레우코스 제국의 시기이기도 하였다.

### 제우스의 무덤
에우헤메로스는 제우스가 크레타에서 죽은 필멸자인 왕이며 그의 이름이 새겨진 비문이 어딘 가에 있을 것이라고 주장했다. 사실 제우스가 크레타 어딘 가에 묻혀 있다는 주장은 에우헤메로스가 처음 한 것이 아니라 크노소스의 철학자 에피메니데스가 살던 시기인 기원전 600년 무렵 크레타에 널리 퍼져 있던 것이다. 이 때문에 그리스 사람들은 크레타 인을 종종 무신론자로 여겼고, 에피메니데스는 이러한 편견을 역이용하여 에피메니데스 역설을 만들었다.  에우헤메로스의 반대자 칼리마코스는 크레타의 제우스 무덤은 그저 사람들이 만든 것일뿐이고 제우스 신은 영원하다고 주장하였다.

크레타인들은 언제나 거짓말을 합니다. 크레타인들은 심지어 무덤도 만들었지요.
주여, 당신의 무덤을. 하지만 당신은 죽지 않고 영생하십니다.

후대에 라틴어로 번역된 칼리마코스의 《제우스 찬가》는 주석에 제우스의 무덤 이야기를 "크레타에 있는 무덤의 원래 비문은 "유피테르(제우스의 로마식 이름)의 아들 미노스의 무덤" 이었지만, 시간이 지남에 따라 글자가 마모되어 "미노스", "아들"이라는 단어가 지워지고 "유피테르의 무덤"이란 글자만 남게 되었다. 이 때문에 크레타인들이 제우스가 죽었고 그곳에 묻혔다는 생각을 하게 되었다"라고 설명한다.
기원후 3 세기 에우헤메로스의 영향을 받은 포르피리오스는 피타고라스가 크레타에서 제우스의 무덤을 발견하고 "여기 제우스라 불리던 잔이 죽어 묻히다"라는 비문을 판독했다고 주장했다. 바로 또한 제우스의 무덤에 대한 이야기를 남겼다.

## 기독교
다신교에 적대적이었던 초기 기독교의 교부들은 이교의 신들이 갖는 신성을 훼손하기 위해 에우헤로메스설을 받아들였다. 초기 기독교의 호교론자들이 에우헤메로스설을 수용한 사례로는 알렉산드리아의 클레멘스가 지은 《민중을 위한 격려》(Cohortatio ad gentes)에서 "당신들이 절하는 그들은 한때 당신들과 같은 사람이었다"라고 선언하는 장면에서 살필 수 있다.

### 지혜서
제2경전 또는 외경으로 여겨지는 《지혜서》 14 장에서는 에우헤로모스설에 입각한 우상의 기원을 설명한다.
우상은 인간의 허영심 때문에 세상에 생기게 되었고, 따라서 ... ... 곧 없어지게 마련이다. 때 아닌 때에 자식을 잃고 슬픔에 잠긴 아비는 요절한 그 자식의 상을 만들게 해서 조금 전까지만 해도 죽은 자에 불과했던 것을 신으로 공경하며 ... ... 그들은 자기들이 경배하는 왕의 초상을 만들어서 그 자리에 없는 자에게 마치 그가 보고 있기나 하는 것처럼 열성을 다하여 아부한다. 우상을 만든 자의 야심은 그 왕을 알지 못하던 사람들까지도 부추겨 우상을 숭배하도록 널리 선전한다. 그는 아마도 그 왕의 환심을 사려고 실제보다도 더 아름다운 초상을 만드는 데 있는 재주를 다 부렸으리라. 그리고 민중은 그 아름다운 작품에 매혹되어서 얼마 전까지만 해도 한 인간으로서 존경하던 자를 신으로 경배한다.— 지혜서 14장

### 초기 기독교의 호교론

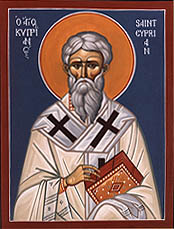
키프리아누스

초기 기독교의 변증론은 이교의 신화가 단지 인간이 만들어 낸 우화일 뿐이라고 주장하였고, 이를 위해 에우헤로메스론을 사용하였다. 북아프리카에서 기독교로 개종 한 키프리아누스는 기원후 247년에 《우상의 헛됨에 관하여》(De idolorum vanitate)라는 소논문을 "보통 사람들이 숭배하는 그런 신들은 실제하지 않는다. 그들은 한때 살아있는 왕으로서 숭배되다가 죽은 뒤에도 그 숭배가 계속되어 신으로 추앙받는 것일 뿐이다"라고 시작하고 있다.

키프리아누스는 직접적인 사례로 멜리케르테스와 레우코테아의 신격화를 들면서 " 디오스쿠로이인 카스토르와 폴리데우케스는 번갈아 죽어서 둘 다 살 수 있다 "고 쌍둥이자리 신화의 주인공이 날마다 불멸을 공유하는 것을 언급한다. 키프리아누스는 "제우스의 동굴이 크레타에 있고 거기에 그의 무덤이 보인다"면서 당대에 여전히 남아 있던 미노스 문명의 잔재인 디오니소스 숭배 동굴과 제우스 무덤 이야기를 혼동하였다. 이는 지역별 신들의 개별 다양성을 강조하기 위해 다신교 신앙의  혼성을 간과한 것이다.
이 종교에서 말미암은의 신들은 각각의 나라나 지방마다 다양하게 변형되었다. 이들 모두가 숭배하는 하나의 신은 없지만, 각지에서는 저마다 자신들의 조상과 특별히 연관있는 신을 숭배한다.

에우세비우스는 그의 《연대기》에서 바빌로니아의 신 바알을 과거 통치자에서 비롯된 신이고 아시리아의 신 벨은 아시리아의 초대 왕이라고 주장했다.
에우헤메로스적 관점은 테르툴리아누스의  《우상 숭배》( De idololatria ), 마크루스 미누키우스 펠릭스의 《옥타비우스》(Octavius)와 알렉산드리아의 교부 오리게네스의 저술에서도 확인할 수 있다. 5 세기 지어진 아르노비우스의 《이교 퇴치》는 주요 논거를 키프리아누스의 저술에 의지하고 있다. 세비야의 이시도르가 펴낸 중세 초기의 백과사전 《어원백과사전》의  〈민중의 신들〉(De diis gentium) 항목에는 락탄티우스의 《옛날엔 사람이었던 이교의 신들》(Quos pagani deos asserunt, homines olim fuisse produntur)을 인용한 많은 사례와 정교한 신들의 계보를 통해 여섯 시기로 구분하여 신격화의 단계를 논리적으로 설명한 신화적 왕국을 만들었다. 이시돌의 에우헤메로스적 신화 해석은 12세기 프랑스 신학자 페트로스 코메스토르가 계승하여 《학문의 역사》(Historia scholastica , 1160년 무렵) 에 요약되었는데 그는 이교도 신들이 역사적 인물에서 비롯된 것이라는 점을 보다 강조하기 위해 이들을 구약성경에 등장하는 인물들과 연결시켰다.
한편, 오늘날 포르투갈의 옛 나라인 갈래시카의 대주교 브라가의 마틴은 《농촌 교화》(De correcte rusticorum)에서 우상 숭배의 기원에 대해 대홍수에서 생존한 노아의 가족들 가운데 하느님 대신 태양과 별을 숭배한 사람이 있기 때문이라고 설명하였다. 그의 관점에서 보면 그리스의 신들은 한때 살아있는 사람이었던 노아의 후손들이었다.

### 중세
보베의 빈센트, 페트로스 코메스토르, 로저 베이컨, 비테르보의 고드프리와 같은 중세 시대 기독교 작가들 역시 이교의 신들을 설명하며 에우헤메로스설을 계승하였다. 존 대니얼 쿡은 “결국이시기에 기독교 호교론자들은 합리주의자였던 고대 그리스 철학자들의 견해를 받아 들였다. 그리고 헬레니즘 시대 신들의 평범한 기원을 설명하기 위해 에우헤메로스설의 다음과 같은 함의를 포착했다. 에우헤메로스설은 두 가지로 간단하게 설명된다. 첫째, 에우헤메로스의 《신성한 역사》(Hiera Anagraphe)는 어느 시점의 판차이아 섬에 우라노스와 크로노스의 가족이 살고 있었다고 본다. 이러한 견해는 기독교 교부인 락탄티우스와 디오도로스 시켈로스의 《역사총서》로 이어졌다. 둘째, 후대의 사람들은 자신들이 고전 시대의 그리스 로마 사람들보다 우월하다고 여기고 있었고 이때문에 고대 신들의 기원을 최대한 평범한 필멸자로 설명하고자 했다. 이는 가장 넓은 의미에서 일종의 합리주의 운동이었고 고대 이신교를 잘못된 믿음으로 간주하게 하였다. 중세 시기 영어에서 신들은 여전히 단순한 상징이 아니라 실제 힘을 갖는 존재로 불렸다."고 설명한다.

### 그리스도 신화론
로버트 M. 프라이스는 2011년 《그리스도 - 신화 이론과 그 문제들》에서 그리스도 신화론을 지지하면서 역사적 예수를 찾는 과정은 에우헤메로스의 관점과 같다고 제안했다.

## 스노리 스투를루손

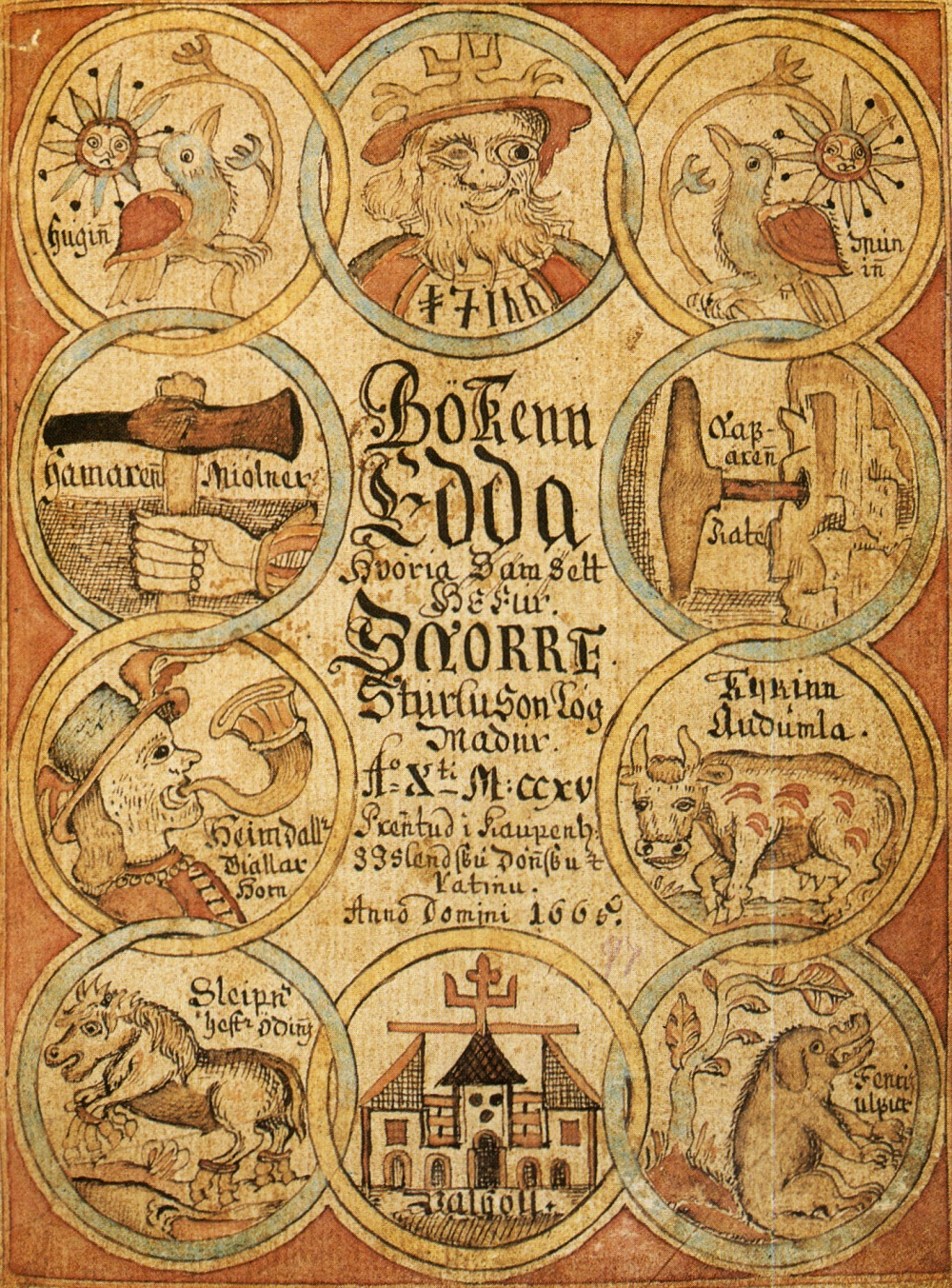
18세기 발간된 《신 에다》의 표지

1220년 무렵 만들어진 《신 에다》에서 스노리 스투를루손은 노르드 신화의 신들 역시 역사적 기원을 갖는 인물이 신격화 된 것이라고 주장하였다. 이를테면 오딘은 트로이아 전쟁 당시 트로이아의 왕 프리아모스라는 것이다. 스투를루손은 프리아모스의 후손들이 북유럽으로 이주하면서 덴마크, 스웨덴, 노르웨이 등에 왕국을 세웠다고 주장하였다.
그들이 지나는 나라마다 그들의 위대한 영광을 찬양하였고, 그리하여 그들은 사람보다는 신처럼 보이게 되었다.

스투를루손의 이러한 주장은 단순히 다신교에 대한 기독교의 에우헤메로스적인 해석을 따르는 것일 뿐만아니라 마치 베르길리우스가 《아이네이스》를 통해 로마의 건국자를 숭배하듯이 스칸다나비아 국가들의 통치자에게 정당성을 부여하는 것이었다.

## 근현대의 시각
신화에 대한 에우헤메로스적 해석은 근세인 16 세기에서 현대까지도 지속되었다. 1711년 프랑스의 사학자 앙투안 바니에는 《신화론과 우화의 역사적 설명》에서 그리스 신화에 대한 에우헤메로스적 해석을 논증하고자 하였다. 1744년 제이콥 브라이언트는 《고대 신화 분석의 새로운 체계》에서 성경에 기반한 에우헤메로스적 해석을 시도한다. 19세기 초 조지 스탠리 파버 역시 같은 류의 성경적 해석을 주장하였다. 그는 1816년 《이교 우상의 기원》에서 고대 이교의 신들이 같은 인물들에서 연유한 동일한 존재라고 제안하였다. 하인리히 슐리만이 호메로스의 서사시를 근거로 트로이아를 발굴하자 고대 신들이 역사적 인물을 바탕으로 한 것이라는 주장에 힘이 실렸다. 슐리만은 자신이 발견한 유물을 별다른 근거 없이 아가멤논의 가면이라거나 프리아모스의 보물이라고 주장했다.
허버트 스펜서는 인간중심주의 입장에서 종교의 기원을 조상 숭배로 보았고 이를 설명하기 위해 에우헤메로스설을 받아들였다. 신화를 역사적 사건을 통해 해석하려는 시도는 오늘날에도 계속되는 합리화 방법 가운데 하나이다. 예를 들어 고조선의 건국 신화 역시 부족간의 합병으로 해석하는 시각이 있다.
20 세기 시인이자 신화학자인 로버트 그레이브스는 《화이트 여신》 (1948년)과 《그리스 신화》(1955년)에서 신화적 기록이 초기 문화 체제의 정치적, 종교적 전복을 정당화한다고 주장하였다. 그의 제안은 유명세를 탔지만, 대부분의 학자들은 이를 인정하지 않는다.

## 신화 해석의 다른 관점
신화 해석에는 에우헤메로스설 이외에도 여러 관점이 있다.
- 알레고리설: 신화는 자연현상을 의인화 한 것이라는 설명. 예를 들어 제우스는 천둥과 벼락의 의인화이다.
- 문화적 도구설: 카렌 암스트롱은 《신화의 역사》에서 인류가 유한한 자신들의 힘으로 세상을 살기 위해 신화적 세계관과 의례를 만들었다고 생각한다.

## 같이 보기
- 비신화화